# Колібрі-плямохвіст
Колі́брі-плямохві́ст (Oreotrochilus) — рід серпокрильцеподібних птахів родини колібрієвих (Trochilidae). Представники цього роду мешкають в Андах.

## Види
Виділяють сім видів:
- Колібрі-плямохвіст андійський (Oreotrochilus estella)
- Колібрі-плямохвіст білобокий (Oreotrochilus leucopleurus)
- Колібрі-плямохвіст фіолетовоголовий (Oreotrochilus chimborazo)
- Колібрі-плямохвіст синьогорлий (Oreotrochilus cyanolaemus)[7][8]
- Колібрі-плямохвіст зеленоголовий (Oreotrochilus stolzmanni)
- Колібрі-плямохвіст чорногрудий (Oreotrochilus melanogaster)
- Колібрі-плямохвіст болівійський (Oreotrochilus adela)

## Етимологія
Наукова назва роду Oreotrochilus походить від сполучення слова дав.-гр. ορος — гора (Болівійські Анди) і наукової назви роду Колібрі (Trochilus Linnaeus, 1758).